# イースV
『イースV』（イース5、Ys V）では、日本ファルコムのアクションロールプレイングゲーム (ARPG) 、〈イースシリーズ〉の第5作目となるコンピュータゲームとその派生作品を総合的に扱う。〈イースシリーズ〉の全体像ついては「イースシリーズ」を参照。
オリジナル版の正式タイトルは『イースV 失われた砂の都ケフィン』（ - うしなわれたすなのみやこケフィン）。その他リメイク版のタイトルとして『イースVエキスパート』 (Ys V Expert) 、『イースV -Lost Kefin, Kingdom of Sand-』（- ロストケフィン キングダムオブサンド）がある。

## 概要
赤毛の剣士アドル・クリスティンが主人公の冒険ファンタジー。アフロカ大陸に広がるケフィン砂漠を舞台に、『幻の都ケフィン』の謎に迫る冒険物語。原典とされるアドルの冒険日誌は『砂の都ケフィン』。
発売時期が次世代機とスーパーファミコン (SFC) の世代交代の時期にあたり、これ以降SFCでの新しいイースは販売しないことと、これまでに販売されていたSFC用のイースは、移植の『イースIII』とトンキンハウスが開発した『イースIV MASK OF THE SUN』（原案はファルコム）であり、SFCに向けファルコムが開発・販売を手掛けたオリジナル作は今作が最初であった事から『最後で最初のイース』というキャッチコピーで販売された。
『イースVエキスパート』（SFC用）は難易度を上げ、バグをいくつか修正して、追加要素を加えたもの。シリーズの矛盾を無くすため有翼人設定を盛り込み、ファルコム監修の元、リメイク作品として『イースV -Lost Kefin, Kingdom of Sand-』がPlayStation 2用としてタイトーから発売された。

## ストーリー
アフロカ大陸の交易都市サンドリアを訪れたアドルは、土地の有力者ドーマンからの依頼を受け、古代錬金術が伝わると言う「幻の都」について調べる事となる。行方不明となっている前任者スタンが残した手がかりを元に6つの結晶を探す冒険へと旅立つ。

## ゲームシステム
『システム一新』と言えるほど前作までとは打って変わっており、意欲的に新システムが導入されているものの、完成度が低い物が多く、批判を受ける事が多い。クォータービューのARPGで、シリーズで初めて高さの概念を導入。基本アクションは移動、ジャンプ、攻撃（剣を振る）、防御（盾を構える）、魔法（後述）。フィールド上の敵を攻撃し倒す事により経験値 (EXP) を取得し、主人公のレベル (Lv) が上がることによって、ステータスが上昇する。

### 画面構成
前作までに共通していた「枠に囲まれたプレイ画面+枠の下の基本ステータス」という画面構成を廃止し、画面いっぱいを使ったプレイ画面上にいくつかのステータス情報が重ねて表示される様になった。表示されるステータス情報はHPバー・現在のHP値・現在のMP値・気力値。HPバーは前作までとは異なり最大HPに対する相対表示となった（最大値がいくつであってもバーの長さは変わらない）。

### 高低差
シリーズ初導入の概念であるが、判定が非常に曖昧であり完成度が低い。判定の甘さの最も顕著な例は攻撃のあたり判定で、主人公と敵の高さが違う為、遠近法によって本来は平行線上にいないにも関わらず画面上では平行線上にいる敵に対して攻撃が当たってしまう。また、敵を飛び越えることもできない。

### ステータス
メニュー内の「装備の変更」画面で確認できる。この画面は大きく6つに分かれている。
- レベル・経験値：レベル(Lv)と経験値(EXP)。武器と魔法で分かれている。
  - 武器Lv - 武器Lv。武器EXPが一定値に達すると上昇。
  - 武器EXP - 武器攻撃によって敵を倒す事によって取得。
  - 魔法Lv - 魔法Lv。魔法EXPが一定値に達すると上昇。
  - 魔法EXP - 魔法攻撃によって敵を倒す事によって取得。
- 装備品：現在装備している物を確認。詳しくは後述。
- 実質ステータス：冒険に直接影響を与えるステータス値。基本ステータスの値によって決定される。
  - HP - ヒットポイント。0になるとゲームオーバー。「たいりょく」の値によって決定。
  - MP - マジックポイント。魔法を使うと消費。「いしりょく・たいりょく・ちりょく」の値によって決定。
  - 武器STR - 武器攻撃時の攻撃力。「きんりょく・びんしょう・ちりょく」の値によって決定。
  - 武器DEF - 武器攻撃を受けた時の防御力。「きんりょく・たいきゅう」の値によって決定。
  - 魔法STR - 魔法攻撃時の攻撃力。「ちりょく・いしりょく」の値によって決定。
  - 魔法DEF - 魔法攻撃を受けた時の防御力。「いしりょく・「たいきゅう」の値によって決定。
- 基本ステータス：実質ステータス値を決めるステータス値。
  - きんりょく - 武器Lvがアップと武器の装備によって上昇。
  - たいきゅう - 武器Lvがアップと盾・鎧の装備によって上昇。
  - びんしょう - 武器Lv、魔法Lvがアップによって上昇。
  - ちりょく - 魔法Lvがアップによって上昇。
  - たいりょく - 武器Lv、魔法Lvがアップによって上昇。
  - いしりょく - 魔法Lvがアップによって上昇
- 時間・所持金
  - プレイじかん - 現在までの総プレイ時間。
  - しょじきん - 現在の所持金。
- MAGIC：現在使用可能な魔法が表示される。

### 攻撃・防御
武器攻撃と魔法攻撃（後述）の2種類。武器攻撃では『III』を除く前作までで採用されていた「体当たり攻撃」が廃止され、クォータービュー作品としては初めて攻撃に独立したボタン操作が与えられた。武器攻撃のパターンは通常攻撃とジャンプ攻撃の2種類のみで、『III』の様な多彩な攻撃はない。ただし装備している武器の種類に応じて画面アクションは変わる。
盾により敵の攻撃を防御する事が出来るが、ほとんどの敵がごり押しの攻撃で倒せてしまう為、実用頻度は極めて低い。

### 錬金魔法
「錬石」を武器に装備している状態で、Rボタンを連打し「気力」を100まで貯め、攻撃ボタンを操作する事によって魔法が使える。錬石は武器の種類に応じて装備できる数が決まっており、最大3個まで装備可能。錬石の装備によって使用可能となった魔法はLボタンで切り替えられる。
錬石は町にいる錬金術師に依頼し、6種類の「エレメント」（炎、水、大地、風、光、闇の石）から3つを組み合わせ、錬金で合成する事によって作成される。魔法にはそれぞれ詠唱時間が存在し、強力な魔法ほど詠唱時間が長くなる。この詠唱時間中、主人公は操作不能となるが、敵の移動は自由であり魔法の射程範囲外へと逃げられる事が多い。この為、ただ時間を無駄に浪費するだけになることが多く実用性に乏しい。
さらに実用性の低さから魔法を使わず剣攻撃ばかりで話を進めると、魔法レベルが上がらず、当っても実用性がない状態へと陥ってしまう。魔法が必要不可欠な場面もなく、無用の長物といっても過言ではない。メニュー内の「錬石」画面もしくは「装備の変更」画面で錬石の装備が行える。
- アバランチロック - 「セクスタ石」を装備する事によって使用可。
- コンバッション - 「ドラド石」を装備する事によって使用可。
- カタストロフィー - 「キルキヌス石」を装備する事によって使用可。
- サンドストーム - 「アビス石」を装備する事によって使用可。
- etc.

### 装備品
武器・盾・鎧・道具の4種類。メニュー内の「装備の変更」画面で装備できる。なお、所持している装備品は特に他のアイテムと区別される事なくメニュー内の「アイテム」画面の一覧に表示される。
- 武器：装備すると「きんりょく」が上がる。
  - ロングソード
  - タルワール
  - フリッサ
  - etc.
- 盾：装備すると「たいきゅう」が上がる。
  - ラージシールド
  - ラウンドシールド
  - ヒーターシールド
  - etc.
- 鎧：装備すると「たいきゅう」が上がる。
  - レザーアーマー
  - チェインメイル
  - スケイルメイル
  - etc.
- 道具：主にリング。装備すると種類に応じた特殊効果が得られる。
  - パワーリング - 攻撃力が2倍に。
  - シールドリング - 防御力が2倍に。
  - タイマーリング - 敵の動きが鈍くなる。
  - ヒールリング - ダンジョン内でもフィールド上と同じようにHP回復が可能に。
  - マジックリング - MPの消費量が半分に。
  - etc.

### アイテム・金
アイテムに関わるシステムは特に変更が激しい。前作までの様なメニュー画面でのアイコン表示は一部の重要アイテムだけとなり、その他のアイテムは装備品も含めてアイテム名のリスト表示に変更された。シリーズで初めて同一アイテムを複数持てる様になった。
今作では敵を倒しても直接金を手に入れる事は出来ず、敵が落とす換金専用アイテムを店で売ることではじめて金を取得する事が出来る。アイテムの価格は換金アイテムも含め店によって変動し、シリーズで唯一装備を売る事が出来る。
- INVENTORIES：ストーリー進行に必要なアイテム等。アイテム画面左側にアイコンで表示される。プレイヤーの意思で使用する事はない。
  - サンドリアの地図 - 最初から所持。
  - 水門のカギ - 水門を開けるのに必要な鍵。
  - 光の結晶ルミナス - 6結晶のうちの一つ。
  - 炎の結晶アグニ - 6結晶のうちの一つ。
  - 地の結晶テール - 6結晶のうちの一つ。
  - etc.
- その他：アイテム画面右側に「アイテム名　所持数」の形でリスト表示される。所持している装備品もこちらで一緒に表示される。
  - H・ポーション - HPを最大値の6割まで回復。
  - M・ポーション - MPを最大値の6割まで回復。
  - 毒けし草 - 毒状態を回復。
  - プライア - 換金専用のアイテム。
  - ルピア - 換金専用のアイテム。
  - セルリア - 換金専用のアイテム。
  - 光の石 - 錬石の材料となるエレメンタルの一つ。
  - 水の石 - 錬石の材料となるエレメンタルの一つ。
  - 大地の石 - 錬石の材料となるエレメンタルの一つ。
  - 炎の石 - 錬石の材料となるエレメンタルの一つ。
  - 闇の石 - 錬石の材料となるエレメンタルの一つ。
  - 風の石 - 錬石の材料となるエレメンタルの一つ。
  - etc.

### セーブ
バッテリーバックアップ (BB) によるセーブが出来るのは宿屋のみで、シリーズ初の定点セーブとなった。ただしリセットや、電源OFFさえしなければゲームオーバー後に再開できるクイックセーブがあるため、実質的には前作までとの差はほとんどない。

## 登場人物
アドル・クリスティン
シリーズの主人公。燃えるような赤毛を持つ冒険者。20歳。
ニーナ
サンドリアの道具屋の娘。5年前にフェルテ砂漠で倒れていたのをスタンに助けられ引き取られた。
マーシャ
女錬金術士。
スタン
サンドリアの冒険家で結晶探しの前任者。3年前に行方不明になっている。
ウイリー
アドルを慕い、冒険に憧れる少年。
テラ
盗賊イブール一家の末娘。『VI』にも成長して登場。
ストーカー
あるアイテムに取り付いている魔神。
フォレスタ
フォレスタ村の洞窟で氷漬けになって眠っている女性。
ドーマン
サンドリアの交易商人で町の有力者。幻の都を探しており、6つの結晶を探す事をアドルに依頼する。

## イースVエキスパート
「エキスパートシリーズ」の一つとして光栄より発売。オリジナル版の販売から3ヶ月後という短期間で発売されている。

### ストーリー
アドルは幻の都と古代錬金術の謎解きを依頼される。その手がかりがあるというフォレスタ村の洞窟には、助けを求めている人がいる。人々を救助しながら洞窟の奥へと進むアドルの前に、魔獣ヴァルテモスが立ちはだかった。

### オリジナルからの主な変更点
ゲームバランス
敵ステータスの上昇、アルゴリズムの変更などにより、全体的により難しくゲームバランスが調整されている。
戦闘
モンスターの攻撃力が高くなっている。
モンスターの追加
未使用だったモンスターが追加された他、出現場所、強さの差による色違いも追加された。
マップの変更
フォレスタ草原のマップが変更された。
隠しダンジョンの増設
オリジナルには存在しなかった地下20階の複雑な作りの隠しダンジョンが増やされた。
タイムアタックモードの追加
本編のボスキャラ戦だけを連続して行い、そのクリア時間を競うタイムアタックモードが追加された。クリアタイムがランキングされ、上位にランクインする事によりスペシャルイベントが発生。
バグの修正
オリジナルにあったバグの一部が修正された。

## イースV -Lost Kefin, Kingdom of Sand-
タイトーによるPlayStation 2 (PS2) 向けリメイク作品。開発はアクセス。システムは同じくタイトーより発売されたPS2版イースIV『イースIV MASK OF THE SUN -a new theory- 』のシステムに改良を加える形で作られており、オリジナルとは大きく異なる。ストーリーにもアレンジが加えられており、PS2版『IV』と同じく、『VI』の有翼人による古代文明と言う世界設定を踏襲している。オリジナルでは登場しなかったドギが登場する反面、ストーカー等のように登場しなくなったキャラクターもいる。

### キャスト
- ドギ（声 - 山川敦也）
- ニーナ（声 - 吉田愛理）
- テラ（声 - 荒木香恵）
- マーシャ / バルク（声 - 田中涼子）
- スタン（声 - 山根剛）
- リジェ（声 - 藤本教子）
- アルガ（声 - 竹間千ノ美）
- ディオス（声 - 前田剛）
- ノティス（声 - 木之本亞樹）
- ドーマン（声 - 和村康市）

- エフィ（声 - 黒葛原まどか）
- ウイリー（声 - 波咲まこ）
- ムハーバ（声 - 馬場一嘉）
- チェイス / ジャビル（声 - 青木強）
- マヴァール（声 - 栗田圭）
- ケフィン王（声 - 速水愁）
- カリオン（声 - 今野元志）
- アビス（声 - 花方涼真）
- アイシャ（声 - 大竹理央）

## メディアミックス

### 音楽メディア
いずれもiTunes Storeで配信されている。
- L列は発行レーベルを示す。
  - FL (K)：キングレコードのファルコムレーベル、FL (F)：日本ファルコムのファルコムレーベル

| タイトル                                                                             | L      | 品番        | 発売日     | 備考                                                            |
| ------------------------------------------------------------------------------------ | ------ | ----------- | ---------- | --------------------------------------------------------------- |
| イメージアルバムイースV失われた砂の都ケフィン IMAGE ALBUM YsV                        | FL (K) | KICA1172    | 1996.01.06 | ゲームサントラとアレンジを収録。                                |
| ミュージックフロムイースV失われた砂の都ケフィン MUSIC FROM YsV                       | FL (K) | KICA1175-6  | 1996.03.23 | サウンドトラック盤。2枚組。                                     |
| イースVオーケストラバージョン Ys V ORCHESTRA VERSION                                 | FL (K) | KICA1178    | 1996.04.24 | エレクトリックオーケストラアレンジ盤。                          |
| ファルコムスペシャルBOX '97 DISC3： 川菜 翠・シングス・イース MIDORI KAWANA SINGS Ys | FL (K) | KICA9029-31 | 1996.12.21 | 『I』『II』『IV』『V』のボーカルアレンジ盤。 ボーカルは川菜翠。 |
| ボーカル3 VOCAL3                                                                     | FL (F) | NW10102940  | 2011.07.14 | ファルコムのボーカル曲を集めたベスト盤。 『V』の曲も1曲収録。   |

### ドラマCD
- Falcom Special Box '96 [DISC1] CDドラマ イースV 〜失われた砂の都ケフィン（KICA9026, 1995年12月21日発売）

#### キャスト
- アドル・クリスティン（声 - 草尾毅）
- ニーナ（声 - 川菜翠）
- ウィリー（声 - 日髙のり子）
- オーウェル（声 - 梁田清之）
- ストーカー（声 - 置鮎龍太郎）
- フォレスタ（声 - 冬馬由美）

- ジャビル（声 - 若本規夫）
- ドーマン（声 - 速水奨）
- ツェット（声 - 古澤徹）
- リジェ（声 - 根谷美智子）
- ロポラ（声 - 成田剣）

### 小説
〈イースシリーズ〉の小説化を手がけている大場惑による作品が全3巻発売されている。上・中巻は前作までに引き続きログアウト冒険文庫から発行されたが、下巻のみ同年創刊されたファミ通ゲーム文庫からの発行となっている。
- 大場惑（著）・ 池上明子（イラスト）『イースV さまよえる砂の都』アスペクト
  - 〈ログアウト冒険文庫〉 
    - 上、1996年1月1日発行、ISBN 4-89366-454-9
    - 中、1996年2月22日発行、ISBN 4-89366-465-4

  - 〈ファミ通ゲーム文庫〉
    - 下、1996年3月22日発行、ISBN 4-89366-484-0

### コミック
- 池上明子『イースVコミックアンソロジー 失われた砂の都ケフィン』 アスキー〈ASCII COMIX〉 1997年2月、ISBN 4-7561-1273-0